# Psjavis Aragvi
Psjavis Aragvi (georgiska: ფშავის არაგვი) är ett vattendrag i Georgien. Det ligger i den östra delen av landet, 70 km norr om huvudstaden Tbilisi.